# Утарово
Ута́рово (рос. Утарово, башк. Утар) — село у складі Бакалинського району Башкортостану, Росія. Входить до складу Михайловської сільської ради.
Населення — 207 осіб (2010; 244 у 2002).
Національний склад:
- кряшени — 84 %